# 1401

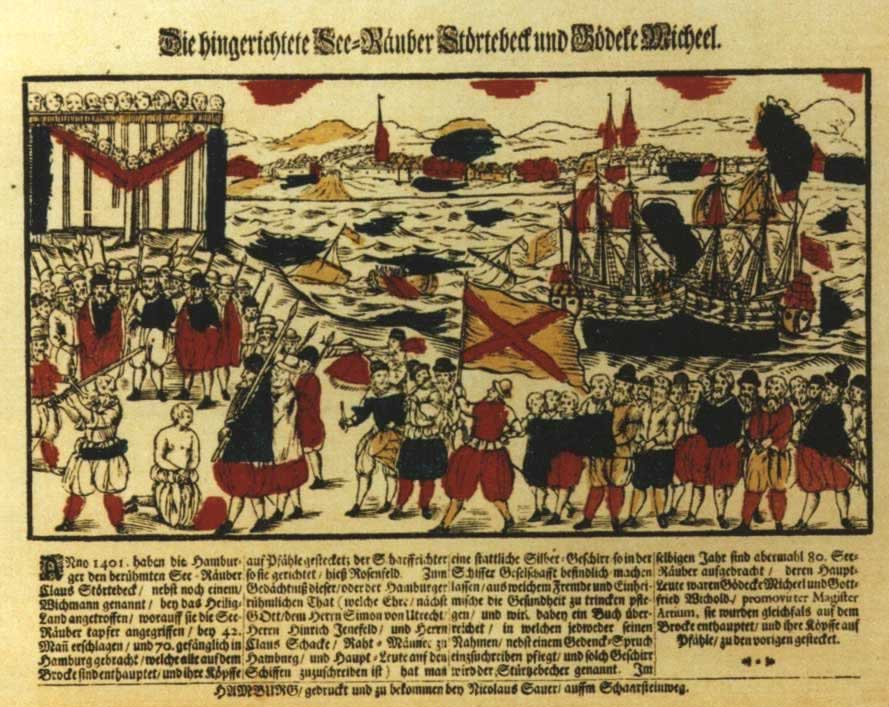
onthoofding van Klaus Störtebeker en de Victualiënbroeders

Het jaar 1401 is het 1e jaar in de 15e eeuw volgens de christelijke jaartelling.

## Gebeurtenissen
maart
- 16 - De troepen van Timoer Lenk plunderen en verwoesten Damascus.

april
- 14 - Het kasteel Westhove wordt opgedragen aan Willem van Beijeren, graaf van Oostervant, waarna de abt van Middelburg het als onversterfelijk erfleen terugkrijgt.

juni
- juni - Slag bij Mynydd Hyddgen: Welshe opstandelingen onder Owain Glyndŵr verslaan een Engelse overmacht.

september
- 18 - Frederik VI van Neurenberg trouwt met Elisabeth van Beieren
- 30 - Vrede van Bolsward: De Friezen onderwerpen zich aan het grafelijk gezag van Holland.

oktober
- 20 - De Victualiënbroeders onder Klaus Störtebeker, eerder dit jaar gevangen genomen, worden in Hamburg onthoofd.

zonder datum
- In Majapahit barst een opvolgingsstrijd los die vier jaar zal duren en het land ernstig verzwakt.
- Timoer Lenk verover en verwoest Bagdad en richt een slachting onder de inwoners.
- Invoering van De heretico comburendo, een wet die ketterij met de brandstapel bestraft.
- Jan V van Arkel valt Oudewater aan. Begin van de Arkelse Oorlogen tussen het land van Arkel en het graafschap Holland.
- De Staten van Brabant erkennen Margaretha van Male, de echtgenote van Filips de Stoute, en dier zonen als erfopvolgers van hertogin Johanna. Johanna geeft Margaretha het feitelijke bestuur over het hertogdom, en dier zoon Anton van Bourgondië wordt aangesteld als ruwaard van Brabant en hertog van Limburg.
- Willem van Oostenrijk trouwt met Johanna van Napels
- oudst bekende vermelding: Tergast

## Kunst en literatuur
- Taddeo di Bartolo: drieluik Hemelvaart van de Maagd
- Johannes von Tepl: Der Ackermann (jaartal bij benadering)

## Opvolging
- patriarch van Antiochië (Grieks) - Nilus opgevolgd door Michaëlis III
- Dominicanen (magister-generaal) - Tommaso Paccaroni als opvolger van Raimondo delle Vigne
- Genève - door Odo van Thoire en Villars verkocht aan Amadeus VIII van Savoye
- Paderborn - Bertrand d'Arvazzano opgevolgd door Willem van Berg
- Saksen-Bergedorf-Mölln - Erik III opgevolgd door Erik III van Saksen-Ratzeburg-Lauenburg

## Afbeeldingen

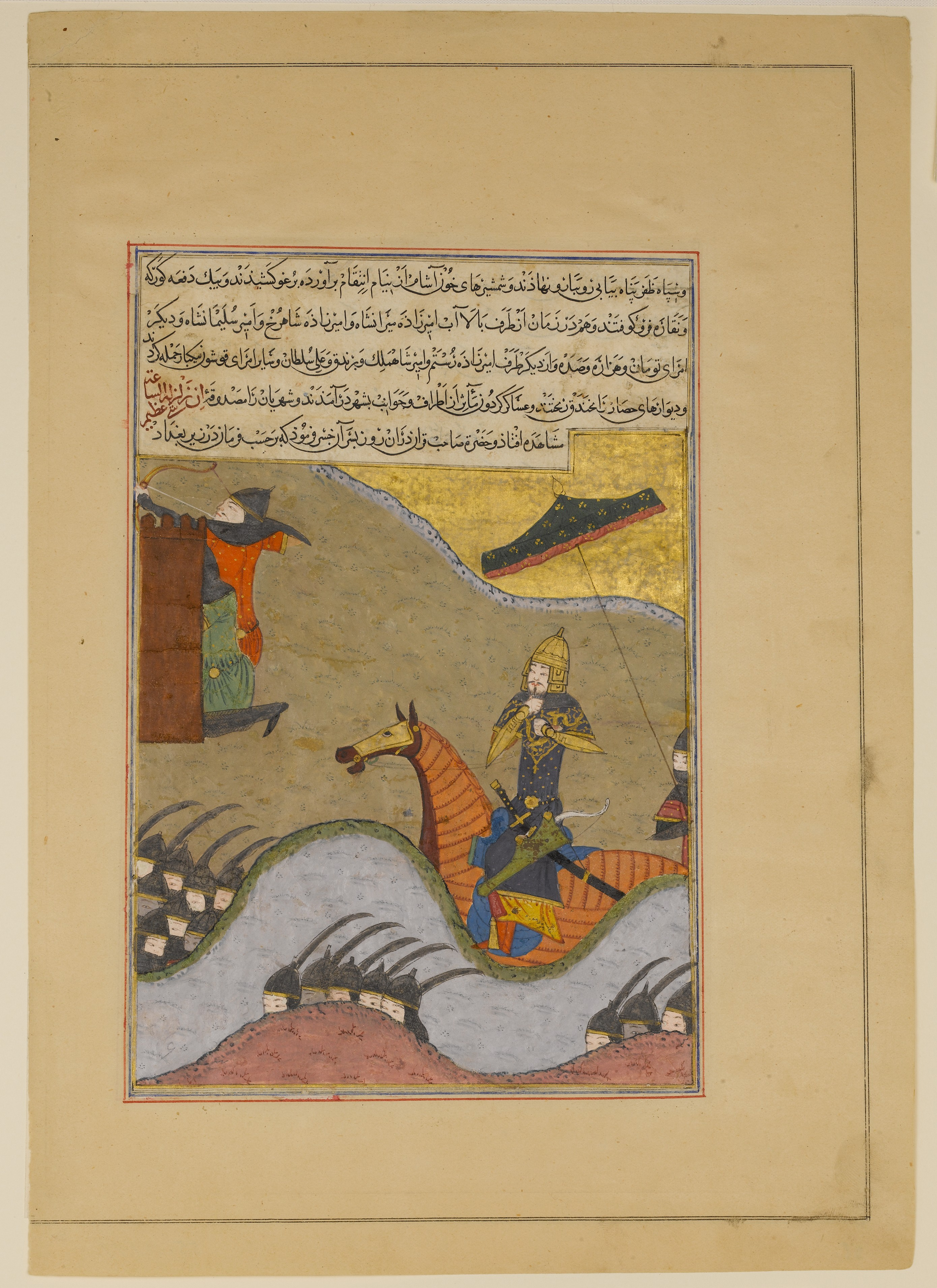
Timoer verovert Bagdad
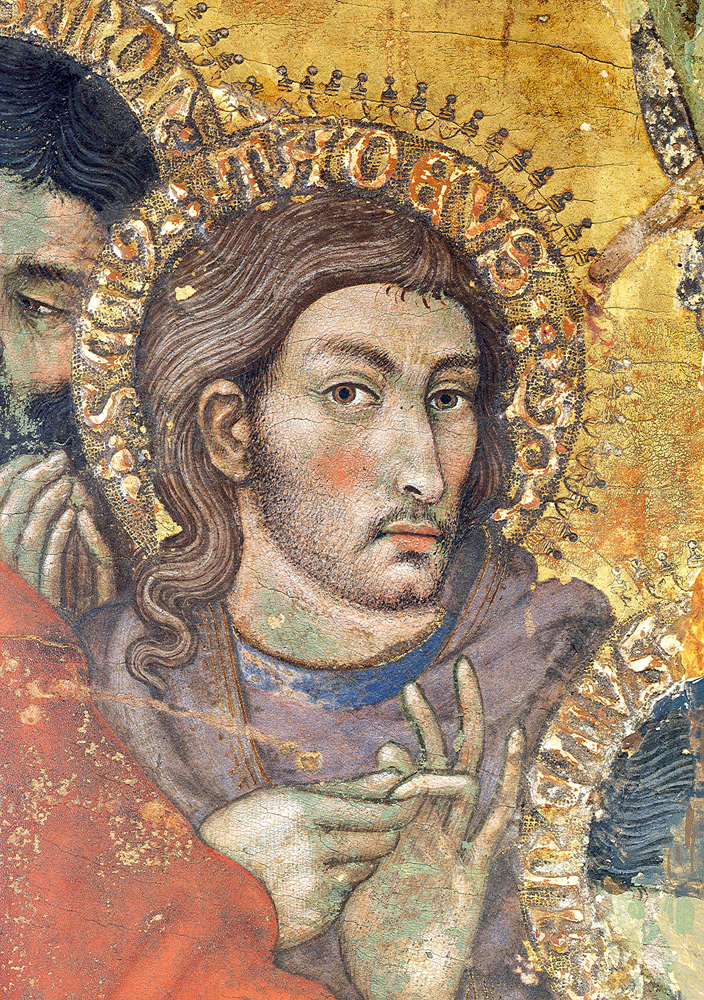
zelfportret van Taddeo di Bartolo als Judas Taddeüs in de Hemelvaart van de Maagd
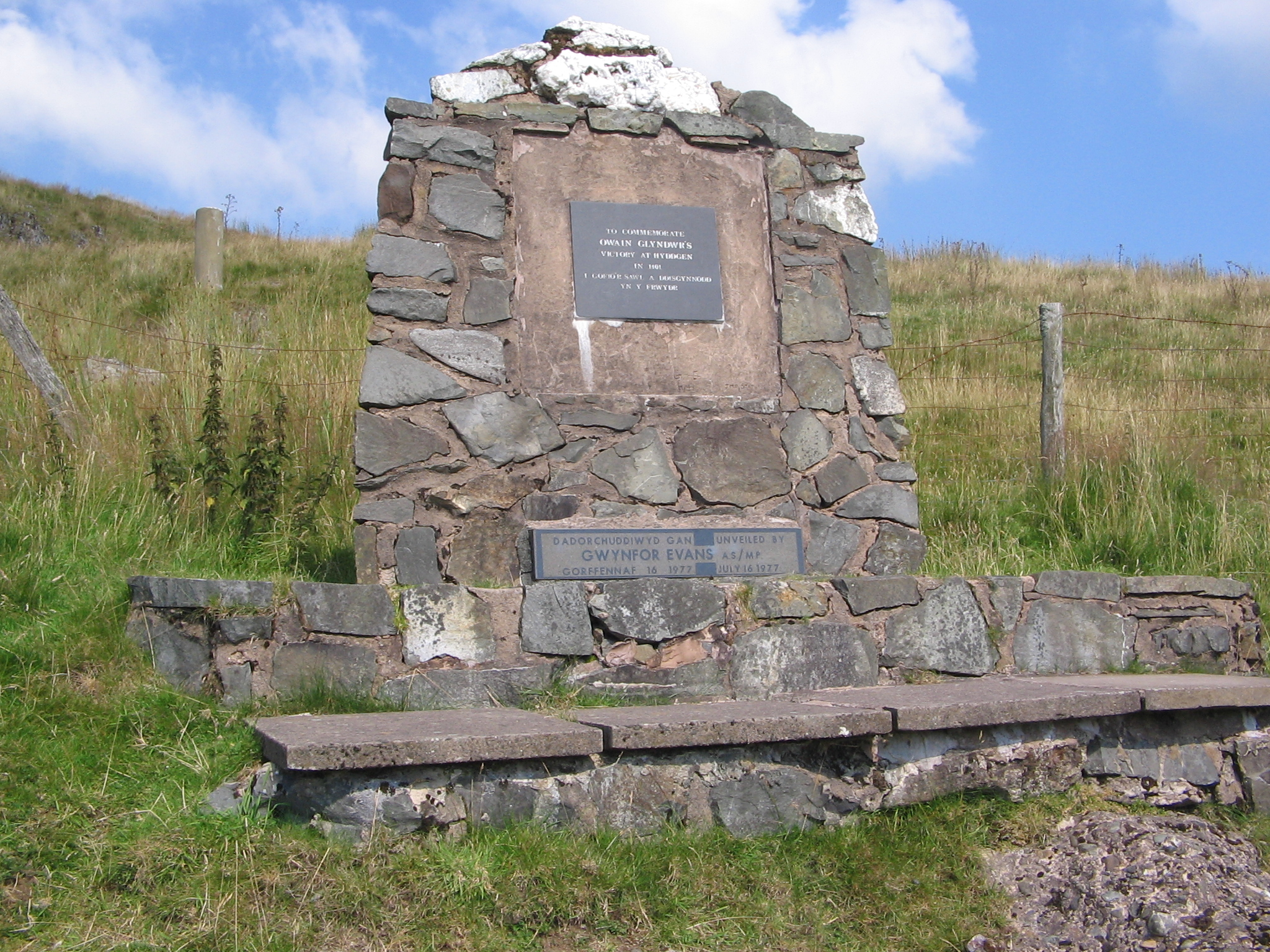
Gedenkteken voor de Slag bij Mynydd Hyddgen

## Geboren
- 27 maart - Albrecht III, hertog van Beieren-München
- 12 mei - Shoko, keizer van Japan (1412-1428)
- doop 16 juli - Jacoba van Beieren, gravin van Holland, Zeeland en Henegouwen (1417-1433)
- 23 juli - Francesco Sforza, hertog van Milaan (1450-1466)
- 1 september - Maria van Castilië, echtgenote van Alfonso V van Aragon
- 27 oktober - Catharina van Valois, echtgenote van Hendrik V van Engeland
- 21 december - Tommaso Masaccio, Italiaans schilder
- Adolf VIII van Holstein, graaf van Holstein en hertog van Sleeswijk
- Karel I van Bourbon, Frans edelman
- Nicolaas van Cusa, Duits filosoof

## Overleden
- 8 april - Thomas de Beauchamp (63), Engels edelman
- 25 mei - Erik III van Saksen-Lauenburg, Duits edelman
- mei - Wladislaus II van Oppeln, Silezisch edelman
- 20 oktober - Klaus Störtebeker, Fries piraat
- 26 november - Frederik XI van Hohenzollern, Duits edelman
- Hendrik I van Borselen, Zeeuws edelman